# Ercole Tommaso Villa
Ercole Tommaso Villa (Torino, 1684 – Torino, 5 novembre 1766) è stato un generale italiano, comandante della città di Torino e dal 1762 gran maestro d'artiglieria del Regno di Sardegna.
Fu insignito nel 1763 del Collare dell'Annunziata, massima onorificenza di Casa Savoia.